# Београдски мир
Београдски мир закључен је 18. септембра 1739. године, између Хабзбуршке монархије и Османског царства, чиме је окончан аустријско-турски рат (1737–1739), који је Хабзбуршка монархија, у заједници са Русијом, водила против Турске. Исход рата био је поразан по хабзбуршку страну, која је изгубила Малу Влашку, централну Србију и босанску Посавину, чиме је нова хабзбуршко-османска граница утврђена на рекама Сави и Дунаву.

## Историја
Након великог пораза у бици код Гроцке (21. и 22. јула 1739. године), хабзбуршка страна је била приморана да током августа пристане на преговоре, који су 1. септембра довели до закључења неповољног примирја, након чега је дошло до додатних преговора, који су окончани 18. септембра, званичним потписивањем мировног уговора. По одредбама мира, хабубуршка монархија је потиснута са Балканског полуострва. Изгубила је Београд и Шабац са централном Србијом и босанском Посавином, као и Малу Влашку са Оршавом. Тим је највећи део територија које су задобијене ранијим Пожаревачким миром из 1718. године враћен Османском царству, чија је нова граница досегла Саву и Дунав. хабзбуршка страна је задржала Тамишки Банат, али је морала порушити и евакуисати све тврђаве које је у претходном периоду саградила у пограничним областима. Одредбама мира обострано су се морали амнестирати учесници у рату, пустити заробљеници на слободу, гарантовати неповредивост граница, забрањено је прихватање пребеглица (хајдука) и повреда територије. Регулисан је промет Дунавом и Савом и загарантована слобода трговине.